# Florence Katz
 (mars 2021).
Si vous disposez d'ouvrages ou d'articles de référence ou si vous connaissez des sites web de qualité traitant du thème abordé ici, merci de compléter l'article en donnant les références utiles à sa vérifiabilité et en les liant à la section « Notes et références ».
Pour les articles homonymes, voir Katz.
Florence Katz (née en 1962) est une artiste lyrique française, mezzo-soprano, lauréate du Conservatoire national supérieur de musique de Paris. Elle est aussi professeur de chant au Conservatoire à rayonnement départemental de Bourg-la-Reine/Sceaux et au Daniel Ferro Vocal Program (en avril, à New York et en juillet, en Toscane). Florence Katz est spécialisée dans le répertoire français. Elle est lauréate du prix Darius Milhaud. Elle est la directrice artistique de l'association La Voix humaine.

## Biographie et formation
Élève de Régine Crespin et de Gabriel Bacquier au Conservatoire national supérieur de musique de Paris, Florence Katz a suivi trois années de formation au Studio du Centre de Musique baroque de Versailles (dirigé par Rachel Yakar et René Jacobs, puis par Marc Minkowski), ainsi que des Masterclasses auprès de Daniel Ferro, Ileana Cotrubas, Suzanne Danco, Irène Joachim, Gérard Lesne, Janine Reiss, Gérard Souzay...
Florence Katz a chanté sous la direction de Jonathan Darlington, Emmanuelle Haïm, Marc Minkowski, Manuel Rosenthal, Christophe Rousset, Marc Soustrot... avec la complicité des pianistes David Abramovitz, Solange Chiapparin, Jeff Cohen, Serge Cyferstein, Billy Eïdi, Marie-Catherine Girod, Christian Ivaldi, Maciej Pikulski, Alain Planès, Mercedes Proteau, Laure Rivierre, Marie-PascaleTalbot, Alexandre Tharaud, Jean-François Zygel... et aux côtés de Léonie Ryzanek, Lucia Valentini-Terrani, Rockwell Blake, Ruggiero Raimondi...
Florence Katz s'est produite à Paris (Auditorium du Louvre, Invalides, Musée d'Orsay, Opéra-comique, Opéra Bastille, Salle Cortot, Salle Pleyel, Sorbonne,...), Versailles (Opéra du château, Trianon, Théâtre de la Reine, Théâtre Montansier...), Marseille, Aix-en-Provence, Lille, Lyon, Strasbourg, Genève, Münich, Dresde, Madrid, Kiev...

## Prix et récompenses
- Prix de Chant et d'Art lyrique du Conservatoire national supérieur de musique de Paris
- Prix Honegger et SACEM au concours international des mélodistes français
- 1er Prix à l'unanimité au concours Darius Millhaud
- Prix Roussel au concours international de la plaine-sur-mer
- Lauréate, à l'unanimité, de la fondation Yehudi Menuhin.
- Lauréate du "forum de la mélodie et du Lied" (organisé par le ministère de la Culture)

## Concerts
- Débuts à 22 ans au Théâtre des Champs-Élysées, dans le rôle de La Périchole, mise en scène de Jérôme Savary.
- Rôles de Dorabella (Cosi fan tutte / Mozart), Metella (La vie parisienne / Offenbach), Sorceress (Dido and Aeneas / Purcell),...
- Récitals avec piano ou formations instrumentales, en France et en Europe.

## Discographie
- Gabriel Fauré / Ernest Chausson. "Mélodies sur des poètes symbolistes" (Lyrinx)
- Darius Milhaud. Alissa et autres poèmes en prose (Timpani)
- Maurice Emmanuel. Intégrale des mélodies (Timpani)
- Guy Sacre. Mélodies. Volumes 1 et 2 (Timpani)
- Gabriel Dupont. Intégrale des mélodies (Timpani)
- Maurice Emmanuel. XXX chansons bourguignonnes (Naxos)
- Arthur Honegger. 6 poésies de Jean Cocteau / Darius MILHAUD. Les machines agricoles (Naxos)
- André Jolivet. Poèmes pour l'enfant (et autres œuvres) (ADDA)
- Darius Milhaud. Quatuors vocaux (ADDA)
- Monic Cecconi-Botella. 17 juillet 1890, Le Tombeau de Van Gogh (REM)
- Monteverdi, Rossini, Fauré. bande originale du film "La sentinelle" de A.Desplechin (Delabel / Virgin Musique)
- Jean-Philippe Rameau. Hippolyte et Aricie - rôle d'Oenone (Arkiv prod./Deutsche Grammophon)